# بالاکند
بالاکند (به ترکی آذربایجانی: Balakend) یک منطقهٔ مسکونی در جمهوری آذربایجان است که در شهرستان ساعتلی واقع شده‌است.